# Alexandre Jankewitz
Alexandre Tounde Dimitri Jankewitz (* 25. Dezember 2001 in Vevey) ist ein Schweizer Fussballspieler kamerunischer Abstammung. Er spielt auf der Position des Mittelfeldspielers für den FC Winterthur.

## Karriere

### Vereine
Jankewitz spielte als Jugendspieler für Servette Genf und wechselte 2018 zum FC Southampton nach England. Im Juli 2019 unterschrieb er seinen ersten Profivertrag. Am 19. Januar 2021 hatte er beim 2:0-Heimsieg gegen Shrewsbury Town im FA-Cup seinen ersten Profieinsatz für die Saints. Am 30. Januar 2021 gab Jankewitz bei der 0:1-Heimniederlage gegen Aston Villa sein Premier-League-Debüt, als er für Oriol Romeu eingewechselt wurde.
Nach 28 Ligaeinsätzen für die Reserve des FC Southampton und zwei Premier-League-Partien für die erste Mannschaft unterschrieb er im Juli 2021 einen Vierjahresvertrag beim Schweizer Meister BSC Young Boys. Im Januar 2022 wechselte er leihweise bis Saisonende zum FC St. Gallen. Nachdem er für den grössten Teil der Saison 2022/23 an den FC Thun (er kam zu Beginn der Saison zu drei Teileinsatzen für YB) in der Challenge League ausgeliehen war, wechselte er auf die Saison 2023/24 wiederum leihweise zum FC Winterthur. Hier wusste er zu überzeugen, brach sich am 25. Februar 2024 in einem Auswärtsspiel gegen Lausanne-Sport aber den Fuss und verpasste den Rest der Saison. Im Sommer 2024 wechselte er, immer noch verletzt, fest zum FC Winterthur. Seine Rückkehr in die erste Mannschaft feierte er am 16. März 2025. Er spielte in den verbleibenden Spielen meist durch.

### Nationalmannschaften
Er debütierte 2015 für die Schweizer U-15-Nationalmannschaft. Seitdem gehörte er, mit Ausnahme der U-20, sämtlichen Nachwuchsnationalmannschaften der Eidgenossen an. Aktuell gehört er zum Kader der Schweizer U-21-Nationalmannschaft und vertrat die Schweiz bei der U-21-Europameisterschaft 2021. 